# Coupe de Géorgie de football 2021
Navigation
Coupe de Géorgie 2020 Coupe de Géorgie 2022
La Coupe de Géorgie 2021 est la 32e édition de la Coupe de Géorgie de football depuis l'indépendance du pays. Elle prend place entre le 21 mars 2021 et le mois de novembre 2021.
Un total de 68 équipes participe à la compétition, venant toutes des cinq divisions du championnat géorgien pour la saison 2021.
Le vainqueur de la coupe se qualifie pour le premier tour de qualification de la Ligue Europa Conférence 2022-2023 ainsi que pour l'édition 2022 de la Supercoupe de Géorgie.
Le Saburtalo Tbilissi s'impose en finale contre le Samgurali Tskhaltoubo sur le score de 1-0 pour remporter son deuxième titre dans la compétition.

## Premier tour
Les rencontres de ce tour sont jouées entre le 21 et le 23 mars 2021. Il voit l'entrée en lice de 48 équipes issues de la troisième, quatrième et cinquième division.
| Date         | Locaux                       | Score                | Visiteurs                       |
| ------------ | ---------------------------- | -------------------- | ------------------------------- |
| 21 mars 2021 | Dinamo-2 Tbilissi (D4)       | 3 - 1                | (D3) Kolkheti Khobi (en)        |
| 22 mars 2021 | Tchibati Lantchkhouti (D5)   | 2 - 4                | (D4) Iberia Tbilissi            |
| 22 mars 2021 | Samegrelo Tchkhorotskou (D4) | 0 - 6                | (D3) Tbilissi City              |
| 22 mars 2021 | WIT Georgia-2 Tbilissi (D4)  | 3 - 0                | (D4) Egrisi Senaki              |
| 22 mars 2021 | Odishi 1919 Zougdidi (D4)    | 0 - 2                | (D3) FC Gori                    |
| 22 mars 2021 | Tskhoumi Sukhoumi (D5)       | 1 - 3 ap             | (D3) Merani-2 Tbilissi          |
| 22 mars 2021 | Legioni Gori (D5)            | 1 - 0                | (D4) Torpedo-2 Koutaïssi        |
| 22 mars 2021 | Kolkhi Goulrypchi (D5)       | 0 - 5                | (D3) Didoube 2014 Tbilissi      |
| 22 mars 2021 | Samtskhé Akhaltsikhé (D5)    | 3 - 2 ap             | (D4) Sulori Vani                |
| 22 mars 2021 | Martve Koutaïssi (D5)        | 0 - 1                | (D4) FC Borjomi                 |
| 22 mars 2021 | Gldani Tbilissi (D5)         | 1 - 2                | (D4) FC Zestafoni               |
| 22 mars 2021 | Margveti 2006 (D4)           | 1 - 2                | (D4) Imereti Khoni              |
| 23 mars 2021 | Algeti Marneouli (D4)        | 3 - 2                | (D3) Meshakhte Tkibouli         |
| 23 mars 2021 | Varketili Tbilissi (D3)      | 0 - 1                | (D3) Kolkheti 1913 Poti         |
| 23 mars 2021 | Tbilissi 2016 (D5)           | 1 - 1 ap (5 - 4 tab) | (D4) Merani-2 Martvili          |
| 23 mars 2021 | Skuri Tsalendjikha (D4)      | 0 - 4                | (D3) Spaeri Tbilissi            |
| 23 mars 2021 | Shukura-2 Kobouleti (D5)     | 0 - 1                | (D4) Shturmi Sartitchala        |
| 23 mars 2021 | Zana Abacha (D5)             | 0 - 4                | (D3) FC Tchiatoura              |
| 23 mars 2021 | Irao Tbilissi (D4)           | 1 - 3                | (D3) Aragvi Doucheti            |
| 23 mars 2021 | Khikhani Khoulo (D5)         | 0 - 3                | (D4) Matchakhela Khelvatchaouri |
| 23 mars 2021 | Samgurali-2 Tskhaltoubo (D5) | 0 - 0 ap (4 - 2 tab) | (D4) Betlemi Keda               |
| 23 mars 2021 | Bakhmaro Tchokhataouri (D3)  | 0 - 0 ap (4 - 5 tab) | (D3) Guria Lantchkhouti         |
| 23 mars 2021 | FC Tbilissi (D4)             | 1 - 4                | (D3) Saburtalo-2 Tbilissi       |
| 23 mars 2021 | Liakhvi Atchabeti (D5)       | 0 - 3                | (D5) Iberia 2010 Tbilissi       |

## Deuxième tour
Les rencontres de ce tour sont jouées les 26 et 27 mars 2021. Il voit s'opposer les 24 vainqueurs du tour précédent.
| Date         | Locaux                          | Score                | Visiteurs                    |
| ------------ | ------------------------------- | -------------------- | ---------------------------- |
| 26 mars 2021 | Dinamo-2 Tbilissi (D4)          | 4 - 0                | (D4) Imereti Khoni           |
| 26 mars 2021 | Legioni Gori (D5)               | 3 - 1                | (D5) Samtskhé Akhaltsikhé    |
| 26 mars 2021 | FC Borjomi (D4)                 | 0 - 1                | (D3) Didoube 2014 Tbilissi   |
| 26 mars 2021 | FC Zestafoni (D4)               | 2 - 1 ap             | (D3) Merani-2 Tbilissi       |
| 26 mars 2021 | Algeti Marneouli (D4)           | 0 - 0 ap (5 - 6 tab) | (D3) FC Tchiatoura           |
| 26 mars 2021 | Iberia Tbilissi (D4)            | 0 - 2                | (D4) WIT Georgia-2 Tbilissi  |
| 26 mars 2021 | FC Gori (D3)                    | 3 - 1                | (D3) Tbilissi City           |
| 27 mars 2021 | Aragvi Doucheti (D3)            | 1 - 0                | (D3) Kolkheti 1913 Poti      |
| 27 mars 2021 | Tbilissi 2016 (D5)              | 1 - 3                | (D3) Saburtalo-2 Tbilissi    |
| 27 mars 2021 | Iberia 2010 Tbilissi (D5)       | 0 - 4                | (D5) Samgurali-2 Tskhaltoubo |
| 27 mars 2021 | Shturmi Sartitchala (D4)        | 1 - 6                | (D3) Spaeri Tbilissi         |
| 27 mars 2021 | Matchakhela Khelvatchaouri (D4) | 0 - 2 ap             | (D3) Guria Lantchkhouti      |

## Seizièmes de finale
Les rencontres de ce tour sont jouées entre le 18 et le 21 avril 2021. Il voit l'entrée en lice des équipes des deux premières divisions.
| Date          | Locaux                       | Score                | Visiteurs                          |
| ------------- | ---------------------------- | -------------------- | ---------------------------------- |
| 18 avril 2021 | FC Zestafoni (D4)            | 1 - 2                | (D3) Aragvi Doucheti               |
| 20 avril 2021 | Guria Lantchkhouti (D3)      | 1 - 2                | (D2) Chikhura Satchkhere           |
| 20 avril 2021 | Legioni Gori (D3)            | 0 - 5                | (D2) Shevardeni-1906 Tbilissi (en) |
| 20 avril 2021 | Spaeri Tbilissi (D3)         | 0 - 1                | (D1) Saburtalo Tbilissi            |
| 20 avril 2021 | Dinamo-2 Tbilissi (D4)       | 2 - 1                | (D2) WIT Georgia Tbilissi          |
| 20 avril 2021 | Didoube 2014 Tbilissi (D3)   | 1 - 2                | (D3) FC Gori                       |
| 20 avril 2021 | FC Tchiatoura (D3)           | 0 - 3                | (D1) Samgurali Tskhaltoubo         |
| 21 avril 2021 | WIT Georgia-2 Tbilissi (D4)  | 0 - 0 ap (6 - 7 tab) | (D1) Dila Gori                     |
| 21 avril 2021 | Merani Tbilissi (D2)         | 2 - 5                | (D1) Lokomotiv Tbilissi            |
| 21 avril 2021 | Saburtalo-2 Tbilissi (D3)    | 2 - 5                | (D2) Gareji Sagaredjo              |
| 21 avril 2021 | Shukura Kobouleti (D1)       | 1 - 0                | (D1) Dinamo Tbilissi               |
| 21 avril 2021 | Samgurali-2 Tskhaltoubo (D5) | 1 - 3                | (D1) FC Telavi                     |
| 21 avril 2021 | Sioni Bolnissi (D2)          | 4 - 2 ap             | (D1) FC Samtredia                  |
| 21 avril 2021 | FC Gagra (D2)                | 5 - 2                | (D2) FC Zougdidi                   |
| 21 avril 2021 | Merani Martvili (D2)         | 0 - 0 ap (3 - 1 tab) | (D1) Torpedo Koutaïssi             |
| 21 avril 2021 | FC Roustavi (D2)             | 0 - 2                | (D1) Dinamo Batoumi                |

## Huitièmes de finale
Les rencontres de ce tour sont jouées les 19 et 20 mai 2021.
| Date        | Locaux                             | Score    | Visiteurs                  |
| ----------- | ---------------------------------- | -------- | -------------------------- |
| 19 mai 2021 | Merani Martvili (D2)               | 0 - 2    | (D2) FC Gagra              |
| 19 mai 2021 | Chikhura Satchkhere (D2)           | 0 - 5    | (D1) Dinamo Batoumi        |
| 19 mai 2021 | Dinamo-2 Tbilissi (D4)             | 0 - 1    | (D2) Gareji Sagaredjo      |
| 19 mai 2021 | Lokomotiv Tbilissi (D1)            | 2 - 0    | (D1) FC Telavi             |
| 20 mai 2021 | FC Gori (D3)                       | 2 - 0    | (D3) Aragvi Doucheti       |
| 20 mai 2021 | Saburtalo Tbilissi (D1)            | 3 - 1    | (D1) Dila Gori             |
| 20 mai 2021 | Shevardeni-1906 Tbilissi (en) (D2) | 0 - 2    | (D1) Shukura Kobouleti     |
| 20 mai 2021 | Sioni Bolnissi (D2)                | 1 - 3 ap | (D1) Samgurali Tskhaltoubo |

## Quarts de finale
Les rencontres de ce tour sont jouées le 28 octobre 2021.
| Date            | Locaux                  | Score    | Visiteurs                  |
| --------------- | ----------------------- | -------- | -------------------------- |
| 28 octobre 2021 | Lokomotiv Tbilissi (D1) | 1 - 3    | (D1) Dinamo Batoumi        |
| 28 octobre 2021 | FC Gagra (D2)           | 1 - 2    | (D1) Shukura Kobuleti      |
| 28 octobre 2021 | Gareji Sagaredjo (D2)   | 1 - 2    | (D1) Saburtalo Tbilissi    |
| 28 octobre 2021 | FC Gori (D3)            | 1 - 2 ap | (D1) Samgurali Tskhaltoubo |

## Demi-finales
| Date             | Locaux                  | Score | Visiteurs                  |
| ---------------- | ----------------------- | ----- | -------------------------- |
| 24 novembre 2021 | Shukura Kobuleti (D1)   | 2 - 3 | (D1) Samgurali Tskhaltoubo |
| 24 novembre 2021 | Saburtalo Tbilissi (D1) | 2 - 1 | (D1) Dinamo Batoumi        |

## Finale
La finale de cette édition voit s'opposer le Samgurali Tskhaltoubo et le Saburtalo Tbilissi. Il s'agît de la troisième finale du Samgurali, qui avait été battu en 1999 et en 2020, tandis que le Saburtalo atteint ce stade pour la deuxième fois, l'ayant précédemment emporté lors de la saison 2019.
Le Saburtalo sort vainqueur de la rencontre, inscrivant l'unique but du match par l'intermédiaire de Iuri Tabatadze peu après l'heure de jeu pour décrocher son deuxième titre dans la compétition.
| Finale                      | Samgurali Tskhaltoubo (D1) | 0 - 1   | (D1) Saburtalo Tbilissi | Stade Ramaz Shengelia, Koutaïssi |                              |
| 8 décembre 2021 17h00 UTC+4 |                            | (0 - 0) | 65e Tabatadze           | Arbitrage : Jarosław Przybył     | Arbitrage : Jarosław Przybył |
| 8 décembre 2021 17h00 UTC+4 | (ka) Rapport 1 Rapport 2   |         |                         | Arbitrage : Jarosław Przybył     | Arbitrage : Jarosław Przybył |